# Doliops barsevskisi
Doliops barsevskisi es una especie de escarabajo del género Doliops, familia Cerambycidae. Fue descrita científicamente por Cabras & Medina en 2019.
Habita en Filipinas. Los machos y las hembras pueden medir 11,5-12,1 mm. El período de vuelo de esta especie ocurre en el mes de julio.